# Was sie trugen
Was sie trugen (englischer Originaltitel: The Things They Carried) ist eine Sammlung von zusammenhängenden Geschichten. Der Autor Tim O’Brien beschreibt dabei Erlebnisse eines amerikanischen Platoons im Vietnamkrieg, in dem Buch sind jedoch auch viele Metakapitel enthalten, die sich beispielsweise mit dem Schreiben von Kriegsgeschichten beschäftigen. Das Buch erschien erstmals 1990 als Hardcover bei Houghton Mifflin. Das Buch enthält zum Großteil erfundene Geschichten, obwohl der Hauptcharakter wie der Autor den Namen Tim O’Brien trägt. Über eine Geschichte des Buchs, Sweetheart of the Song Tra Bong wurde ein Film mit dem Namen A Soldier’s Sweetheart gedreht, Hauptdarsteller ist Kiefer Sutherland.

## Vorgeschichte
Bevor das Buch überhaupt publiziert wurde, erschienen einige Geschichten ohne kausalen Zusammenhang in mehreren Zeitschriften. The Things They Carried, Sweetheart of the Song Tra Bong, The Ghost Soldiers und The Lives of the Dead konnte man im Esquire lesen, On The Rainy River tauchte das erste Mal im Playboy Magazine auf.

## Inhaltszusammenfassung
Im ersten Kapitel werden alle Soldaten bis auf die Hauptperson Tim O’Brien beschrieben und was die jeweiligen Charaktere zu tragen haben. In der ersten Hälfte der Geschichte wird dabei auf physische Gegenstände eingegangen, Waffen und Erinnerungsgegenstände beispielsweise, die zweite Hälfte geht auf Abstrakteres ein, wie etwa Angst und Verantwortung.
Später erzählt der Charakter Tim O’Brien von den Erlebnissen, als er als Soldat für den Krieg einberufen wurde: Er fuhr in den Norden an die kanadische Grenze, um dort eventuell fliehen zu können. Er beschreibt sich selbst als Pazifist und ist politisch links einzuordnen. Schlussendlich entscheidet er sich dagegen, da er nicht Ehre und Familie verlieren will.
Während der Geschichte werden mehrere Charaktere getötet. Gleich im ersten Kapitel erfährt man von dem Tod Ted Lavenders, genauer eingegangen wird dann auf den Tod von Curt Lemon, der im unvorsichtigen Spiel mit Granaten ums Leben kommt, und Kiowas Tod, der sich nicht aus einem Schlammfeld befreien konnte. Der sich in der Schuld sehende Norman Bowker begeht viele Jahre später deshalb Selbstmord. Dies wird in einer der vielen Geschichten auf einer Metaebene geschildert, die in der Zeit um 1990 spielen; der fiktionale Tim O’Brien wird hier als Schriftsteller dargestellt, der seine Erlebnisse im Vietnamkrieg als Autor verarbeiten will. Im letzten Kapitel geht er auch auf seine Kindheit ein und erklärt hier die Hintergründe seines fehlenden Mutes, sich gegen den Strom zu stellen.
Ebenso wird in diesem Metakapiteln auf das Prinzip, wie man Kriegsgeschichten schreiben und verstehen soll, eingegangen. So unterscheidet sich laut dem Charakter Tim O’Brien die tatsächliche und objektive Wahrheit von der geschehenen Wahrheit. Seiner Meinung nach kann man Kriegsgeschichten erfinden, um tiefere Wahrheiten wie Gefühle auszudrücken. Sie verlieren dabei nicht an wichtigem Wahrheitsgehalt.

## Auszeichnungen
The Things They Carried war Finalist für den Pulitzer Price und den National Book Critics Circle Award. Er gewann den French Prix du Meilleur Livre Etranger. Das Buch wird gemeinhin als das wichtigste literarische Werk zum Vietnamkrieg gesehen.